# Sandra Nejašmić
Sandra Nejašmić (Postira,  11. rujna 1970.), hrvatska akademska kiparica.

## Životopis
Rođena je u Splitu 11. rujna 1970. godine. Diplomirala je 1995. godine kiparstvo na ALU u Zagrebu dobivši nagradu zagrebačke banke za najuspješniji diplomski rad (poprsje pape Ivana Pavla II. u mramoru i brončano raspelo).
Imala je tridesetak samostalnih i skupnih izložbi u zemlji i inozemstvu (Bol, Osijek, Split, Supetar, Zagreb... Bari, Beč, Bruxelles, Pariz, Solin, Trst, Zagreb...)
Sudjelovala ne na brojnim domaćim i međunarodnim kiparskim simpozijima (Bruxelles, Mimice, Mostar, Otočac, Pula, Rijeka, Split...) Napravila je dvadesetak javnih spomenika diljem Hrvatske i šire (Bruxelles, Mostar, Pula, Otočac, Kreševo-Katuni...)
Dobitnica je nekoliko važnih nagrada i priznanja za umjetnički i pedagoški rad. Predsjednica je Udruge za promicanje kulture i umjetnosti KOGULA u Postirima. Vodi galeriju Sv. Ante u Postirima u kojoj organizira izložbe eminentnih domaćih i stranih umjetnika.
Član je HDLU-a Istre i HULU-a Split.

## Poznata djela
- bista pape Ivana Pavla II. i kardinala Franje Kuharića ispred župne crkve Posrednice Svih Milosti u Kreševu-Katunima[1]